# 92. Infanterie-Division (Wehrmacht)
Die 92. Infanteriedivision war eine deutsche Infanteriedivision im Zweiten Weltkrieg. 

## Geschichte

### Aufstellung
Die Division wurde am  15. Januar 1944 in Nikolsburg (Mähren) aufgestellt. 

### Verlegung nach Italien
Im Jahr 1944 war sie in Kämpfe gegen westalliierte Truppen in Italien verwickelt. 

### Auflösung
Die 92. Infanteriedivision wurde am 20. Juni 1944 aufgelöst.

### Verwendung der Reste der Division
Ihre Teileinheiten zur Auffrischung der 362. Infanterie-Division verwandt.